# Liste der Baudenkmale im Landkreis Stade
Die Liste der Baudenkmale im Landkreis Stade enthält die nach dem Niedersächsischen Denkmalschutzgesetz geschützten Baudenkmale im niedersächsischen Landkreis Stade. 
Der Übersicht und Länge halber ist die Liste nach den Städten und Gemeinden des Landkreises separiert. Diese Einteilung findet sich in der folgenden Tabelle, in der zu jedem Eintrag, soweit möglich, ein exemplarisches Foto eines Baudenkmals aus der jeweiligen Stadt oder Gemeinde zu finden ist.
| Bild | Stadt/Gemeinde       | Karte | Liste                                                | Ortsteile |
| ---- | -------------------- | ----- | ---------------------------------------------------- | --------- |
|      | Agathenburg          |       | Liste der Baudenkmale in Agathenburg                 |           |
|      | Ahlerstedt           |       | Liste der Baudenkmale in Ahlerstedt                  |           |
|      | Apensen              |       | Liste der Baudenkmale in Apensen                     |           |
|      | Balje                |       | Liste der Baudenkmale in Balje                       |           |
|      | Bargstedt            |       | Liste der Baudenkmale in Bargstedt (Niedersachsen)   |           |
|      | Beckdorf             |       | Liste der Baudenkmale in Beckdorf                    |           |
|      | Bliedersdorf         |       | Liste der Baudenkmale in Bliedersdorf                |           |
|      | Brest                |       | Liste der Baudenkmale in Brest (Niedersachsen)       |           |
|      | Burweg               |       | Liste der Baudenkmale in Burweg                      |           |
|      | Buxtehude            |       | Liste der Baudenkmale in Buxtehude                   |           |
|      | Deinste              |       | Liste der Baudenkmale in Deinste                     |           |
|      | Dollern              |       | Liste der Baudenkmale in Dollern                     |           |
|      | Drochtersen          |       | Liste der Baudenkmale in Drochtersen                 |           |
|      | Düdenbüttel          |       | Liste der Baudenkmale in Düdenbüttel                 |           |
|      | Engelschoff          |       | Liste der Baudenkmale in Engelschoff                 |           |
|      | Estorf               |       | Liste der Baudenkmale in Estorf (Landkreis Stade)    |           |
|      | Fredenbeck           |       | Liste der Baudenkmale in Fredenbeck                  |           |
|      | Freiburg/Elbe        |       | Liste der Baudenkmale in Freiburg/Elbe               |           |
|      | Großenwörden         |       | Liste der Baudenkmale in Großenwörden                |           |
|      | Grünendeich          |       | Liste der Baudenkmale in Grünendeich                 |           |
|      | Guderhandviertel     |       | Liste der Baudenkmale in Guderhandviertel            |           |
|      | Hammah               |       | Liste der Baudenkmale in Hammah                      |           |
|      | Harsefeld            |       | Liste der Baudenkmale in Harsefeld                   |           |
|      | Heinbockel           |       | Liste der Baudenkmale in Heinbockel                  |           |
|      | Himmelpforten        |       | Liste der Baudenkmale in Himmelpforten               |           |
|      | Hollern-Twielenfleth |       | Liste der Baudenkmale in Hollern-Twielenfleth        |           |
|      | Horneburg            |       | Liste der Baudenkmale in Horneburg                   |           |
|      | Jork                 |       | Liste der Baudenkmale in Jork                        |           |
|      | Kranenburg           |       | Liste der Baudenkmale in Kranenburg (Oste)           |           |
|      | Krummendeich         |       | Liste der Baudenkmale in Krummendeich                |           |
|      | Kutenholz            |       | Liste der Baudenkmale in Kutenholz                   |           |
|      | Mittelnkirchen       |       | Liste der Baudenkmale in Mittelnkirchen              |           |
|      | Neuenkirchen         |       | Liste der Baudenkmale in Neuenkirchen (Altes Land)   |           |
|      | Nottensdorf          |       | Liste der Baudenkmale in Nottensdorf                 |           |
|      | Oederquart           |       | Liste der Baudenkmale in Oederquart                  |           |
|      | Oldendorf            |       | Liste der Baudenkmale in Oldendorf (Landkreis Stade) |           |
|      | Sauensiek            |       | Liste der Baudenkmale in Sauensiek                   |           |
|      | Stade                |       | Liste der Baudenkmale in Stade                       |           |
|      | Steinkirchen         |       | Liste der Baudenkmale in Steinkirchen (Altes Land)   |           |
|      | Wischhafen           |       | Liste der Baudenkmale in Wischhafen                  |           |